# High Heat
Pour plus de détails, voir Fiche technique et Distribution.
High Heat est une comédie d'action américaine de 2022 réalisée par Zach Golden et écrite par James Pedersen. Le film met en vedette Olga Kurylenko et Don Johnson. Le film est sorti le 16 décembre 2022 au cinéma et sur les plateformes de streaming.

## Synopsis
Ray et Ana, mari et femme, possèdent et gèrent ensemble un restaurant le soir de l'ouverture. Cependant, ils cachent tous deux des secrets. Ray est endetté envers la mafia, tandis qu'Ana est une ancienne agente du KGB. Ces deux secrets sont révélés lorsque la mafia envoie des hommes pour tuer Ray, mais Ana les repousse. Ray et Ana doivent collaborer pour sauver leur restaurant et leurs vies.

## Casting
| Acteur               | Personnage |
| -------------------- | ---------- |
| Olga Kurylenko       | Ana        |
| Don Johnson          | Ray        |
| Kaitlin Doubleday    | Mimi       |
| Chris Diamantopoulos | Tonifier   |
| Dallas Page          | Soleil     |
| Bianca D'Ambrosio    | Becky      |
| Chiara D'Ambrosio    | Kaitlyn    |
| Ivan Martin          | Mick       |
| Jackie Long          | Gary       |
| Dylan Flashner       | Sebastian  |

## Production
En octobre 2021, il a été annoncé que le tournage était terminé.

## Lancement
En mars 2022, il a été annoncé que les droits mondiaux du film avaient été acquis par Saban Films. Le film est sorti en salles, à la demande et numériquement le 16 décembre 2022.

## Réception
Le film a obtenu une note de 64 % sur Rotten Tomatoes, basée sur 11 critiques. Nadir Samara de Screen Rant a attribué deux étoiles sur cinq au film et a écrit : « Le casting est rempli de visages familiers, mais même eux ne parviennent pas à sauver High Heat. Bien que bien construit, le film n'a rien de spécial. »  Josh Bell de Comic Book Resources a salué la performance de Johnson, la qualifiant de « bonne surprise au milieu du flot constant de films d'action de série B oubliables ». Joe Leydon de Variety a donné une critique positive au film, le qualifiant de « bon film à mourir de rire ». Julian Roman de MovieWeb a également donné une critique positive au film et a écrit : « High Heat offre une comédie d'action déjantée comme un plat de fast-food ... Des personnages secondaires hilarants ajoutent une valeur de divertissement lorsque le postulat maigre n'est pas satisfaisant. Des fusillades décentes, associées à des scènes de combat sophistiquées, renforcent également le récit fragile. » 